# Échec au roi (film, 1953)
Pour les articles homonymes, voir Échec au roi (film).
Pour plus de détails, voir Fiche technique et Distribution.
Échec au roi (Rob Roy, the Highland Rogue) est un film américano-britannique réalisé par Harold French, sorti en 1953, librement adapté de l'histoire de Robert Roy MacGregor et du roman historique Rob Roy (1817) de Walter Scott.

## Synopsis
Au XVIIIe siècle en Écosse les Écossais doivent faire face au nouveau roi d’Angleterre, George de Hanovre d'origine germanique. Le clan des MacGregor mené par Rob Roy décide que la seule solution est de combattre le nouveau roi. Mais le secrétaire d'état à l'Écosse récemment annexée par l'Angleterre qui prônait un règlement pacifique est alors destitué de son poste et remplacé par un de ses assistants, sans scrupule et haïssant Rob Roy.

## Fiche technique
- Titre : Échec au roi
- Titre original : Rob Roy, the Highland Rogue
- Réalisation : Harold French
- Scénario : Lawrence Edward Watkin
- Musique originale : Cedric Thorpe Davie
- Image : Guy Green
- Montage : Geoffrey Foot
- Direction artistique : Geoffrey Drake
- Costumes : Phyllis Dalton
- Décors : Carmen Dillon
- Effets Visuels : Peter Ellenshaw
- Cadreur :
- Producteur : Perce Pearce
- Société de production : Walt Disney Productions
- Pays de production :  États-Unis /  Royaume-Uni
- Langue de tournage  : Anglais
- Format : Couleurs - 1,37:1 - Mono - 35 mm
- Genre : Aventure
- Durée : 81 minutes
- Dates de sortie : 
  - Royaume-Uni : 26 octobre 1953
  - États-Unis : 3 février 1954
  - Belgique : 17 décembre 1954
  - France : 28 janvier 1955

Sauf mention contraire, les informations proviennent des sources concordantes suivantes : Leonard Maltin et IMDb

## Distribution
- Richard Todd : (V.F : Roland Menard) : Rob Roy MacGregor
- Glynis Johns  (V.F : Rolande Forest) : Helen Mary MacPherson MacGregor
- James Robertson Justice  (V.F : Pierre Morin) : Duc Campbell, d'Argyll
- Michael Gough  (V.F : Lucien Bryonne) : Duc de Montrose
- Finlay Currie  (V.F : Jacques Berlioz) : Hamish MacPherson
- Jean Taylor Smith : Lady Margaret Campbell MacGregor, de Glengyll
- Geoffrey Keen  (V.F : Georges Hubert) : Killearn
- Archie Duncan (V.F : Jean Brochard) : Dugal MacGregor
- Russell Waters : Hugh MacGregor
- Marjorie Fielding : Maggie MacPherson
- Eric Pohlmann : Roi George I
- Ina De La Haye : La Comtesse
- Michael Goodliffe (V.F : Rene Arrieu) :Robert Walpole
- James Sutherland : Torcal
- Martin Boddey : Gen. Cadogan
- Ewen Solon : Maj. Gen. Wightman
- John McEnvoy : Nabby MacGregor
- Ian MacNaughton : Callum MacGregor
- Stevenson Lang : Keith MacGregor
- Charles Hubbard : Alasdair MacGregor
- Campbell Godley : James MacGregor
- Ted Follows : Douglas MacGregor
- Lionel Thomson : Donald MacGregor
- James Stuart : Ian MacGregor
- Lewis Schwarz : Wallace MacGregor
- Hugh Evans : Gordon MacGregor
- Abe Barker : Duncan MacIntosh
- Jock MacKay : Neil MacCallum
- Howard Douglas : Donald Urquhart
- Douglas Bradley-Smith : Billingsley (libraire)
- May Hallatt : Pamphlet hawker
- Hamilton Keene : Fort Commandant
- Henry Hewitt : Lord Parker
- Malcolm Keen : Duc de Marlborough
- Andrew Laurence : Le Chamberlain Royal
- David Keir : Le serviteur d'Argyll
- Paddy Ryan : Fencible
- Paget Hunter : Earl of Berkeley
- Derek Prentice : Vicomte Townshend
- Middleton Woods : Lord Carleton
- Frank Webster : Lord Carteret
- Robert Brooks Turner : Vicomte Torrington
- Rolph Hutcheson : John Troby
- Max Gardner : Lord Evelyn
- Kitty MacLeod : Chanteuse au mariage
- Marietta MacLeod : Chanteuse au mariage

Source : Dave Smith, Leonard Maltin et IMDb

## Origine et production
À la fin de l'année 1948, les fonds du studio Walt Disney Pictures bloqués dans les pays étrangers, dont le Royaume-Uni, dépassent les 8,5 millions d'USD. Walt Disney décide de créer un studio en Grande-Bretagne, Walt Disney British Films Ltd ou Walt Disney British Productions Ltd en association avec RKO Pictures et lance la production de L'Île au trésor (1950). Avec le succès de Robin des Bois et ses joyeux compagnons (1952), Walt souhaite conserver l'équipe de production pour faire un second film et choisit La Rose et l'Épée inspiré du roman When Knighthood Was in Flower (1898) de Charles Major. Malgré les critiques envers La Rose et l'Épée (1952), l'équipe chargée par Disney de faire ce second film en terre britannique est reprise pour un troisième film historique, Échec au roi (1953),.
Malheureusement, J Arthur Rank, le directeur du studio qui embauchait Ken Annakin, il n'était que sous contrat pour Disney, refuse de le laisser réaliser un troisième film. Un autre réalisateur est donc engagé, Harold French. En dehors de cette nomination, la majeure partie de l'équipe reste similaire à celle de Robin des Bois et La Rose et l'Épée, mais Leonard Maltin constate que ce départ forcé d'Annakin a pénalisé le tournage du film. Walt Disney est venu superviser la production du film au Royaume-Uni en avril 1953 et de juillet à août 1953. Les Highlanders d'Argyll et de Sutherland ont été embauchés par le studio Disney à la Division écossaise de l'armée britannique pour jouer les Tuniques rouges.

## Sortie et accueil
Avant sa sortie, le service de publicité de Disney a insisté sur le fait que le scénario n'était pas repris de la nouvelle de Walter Scott mais une libre adaptation, voir une histoire originale. C'est à la suite que mauvais résultat du film que Disney a pris la décision d'arrêter la production de films au Royaume-Uni. Échec au roi est donc le dernier film Disney produit en Angleterre avant L'Enlèvement de David Balfour (1960).
Malgré de bonnes critiques au Royaume-Uni il n'a pas attiré le public à l'international. Dilys Powell du Sunday Times fait ainsi un compliment inversé en écrivant que « Dire que c'est le meilleur film d'action de Disney est je le crains pas possible, mais un autre le pourra peut-être par bonté. »
Le film a été diffusé à la télévision en deux épisodes le 3 octobre 1956 et le 10 octobre 1956, dans l'émission Walt Disney Presents sur ABC. Le film a été édité en vidéo en 1985.

## Analyse
Leonard Maltin considère que le film Échec au roi est une production excessivement lourde et que les éléments centraux du scénario sont au-dessus de la compréhension des enfants, étant déjà difficile à comprendre pour un adulte. Ainsi les raisons de cette affaire et la recherche d'un coupable sont un peu difficiles à saisir sans parler du contexte historique peu aisé. Alors que la production précédente, La Rose et L'Épée, présentait une version de l'Angleterre haute en couleur avec une histoire d'amour, Rob Roy propose des conflits idéologiques bien plus ancrés dans le réel que ceux de Robin des Bois. Le réalisateur Harold French présenta même le film à la reine Élisabeth II comme un « Western en kilt ». Maltin considère que le principal problème du film est qu'il ne laisse aucune place à l'imagination et ajoute qu'il aurait peut-être mieux valu pour le film de reprendre la nouvelle de Walter Scott que de faire une histoire originale.
Steven Watts voit dans La Rose et l'Épée (1953) et Échec au roi une préoccupation du studio Disney pour la liberté individuelle luttant contre de puissants structures sociales ou gouvernements.